# Taxi zur Hölle
Taxi zur Hölle (Originaltitel: Taxi to the Dark Side) ist ein US-amerikanischer politischer Dokumentarfilm aus dem Jahr 2007. Regisseur, Drehbuchautor, Co-Produzent und Erzähler des Independent-Films ist Alex Gibney. Der Film kritisiert die gemäß den Genfer Konventionen verbotene Anwendung von Folter durch das US-Militär und ihre Beauftragung durch Mitglieder der Bush-Regierung während des Krieges gegen den Terror. Exemplarisch wird das Schicksal des jungen, unschuldigen afghanischen Taxifahrers Dilawar dargestellt, der 2002 im US-Militärgefängnis Bagram zu Tode gefoltert wurde.
Der bei mehreren internationalen Filmfestivals gezeigte Film erhielt bei der Oscarverleihung 2008 den Preis als bester Dokumentarfilm, darüber hinaus wurde er mit dem Peabody Award ausgezeichnet. Bezogen auf das weltweite Einspielergebnis bei Kinovorführungen wurde der von ZDF und arte mitproduzierte Film zu einem kommerziellen Misserfolg. Seine deutsche Erstveröffentlichung erfolgte im Fernsehen sowie auf DVD.

## Inhalt

US-Vizepräsident Dick Cheney

Wenige Tage nach den Terroranschlägen vom 11. September 2001 begannen, ausgehend vom Stab des US-Vizepräsidenten Dick Cheney, Überlegungen zur Änderung der Verhörpraktiken mit dem Zweck, sie im von Präsident George W. Bush erklärten Krieg gegen den Terror einzusetzen. In Cheneys Auftrag formulierte der Jurist John Yoo die Leitlinien für die legale Anwendung von Folter durch US-Militärangehörige. In Yoos sogenanntem „Folter-Memo“ wurde der Begriff Folter neu definiert, sodass US-Militärangehörige nicht mehr der Folter angeklagt werden konnten. Als Grundlage für diese Bestimmungen diente ein von Alberto R. Gonzales, Bushs juristischem Berater, erarbeitetes Rechtsgutachten, das besagt, dass die Genfer Konventionen für Terrorismusverdächtige nicht mehr gültig seien. Cheney erläuterte seine Absichten fünf Tage nach dem 11. September in einem Fernsehinterview, auf dem der Originaltitel des Films mitbasiert:

“We have to work sort of the dark side, if you will. We’ve got to spend time in the shadows, in the intelligence world. A lot of what needs to be done here will have to be done quietly, without any discussion, using sources and methods that are available to our intelligence agencies.”

„Wir müssen sozusagen auf der dunklen Seite arbeiten, wenn Sie so wollen. Wir müssen Zeit im Verborgenen verbringen, in der Geheimwelt. Vieles von dem, was hier getan werden muss, muss im Stillen und ohne Diskussionen getan werden und, indem Quellen und Methoden genutzt werden, die für unsere Geheimdienste verfügbar sind.“

Auf der Grundlage von Yoos Memo begann die Bush-Regierung, als besonders wertvoll eingestufte Gefangene in das Militärgefängnis Guantanamo auf Kuba zu verlegen, in dem weder kubanisches noch US-amerikanisches Recht galten. Darunter befand sich auch Mohammed al-Qahtani, der der Mittäterschaft an den Anschlägen von 9/11 verdächtigt wurde. Weil al-Qahtani den Standard-Verhörtechniken der CIA acht Monate lang widerstand, befahl US-Verteidigungsminister Donald Rumsfeld die Einführung und Anwendung von Verhörtechniken, die darüber hinausgehen, während die Details der Anwendung den Verhörspezialisten überlassen blieben. Al-Qahtani wurde sensorischer Deprivation unterzogen und – auch um seinen Glauben zu brechen und ihn kulturell zu destabilisieren – sexuell gedemütigt. Anfang Dezember 2002 autorisierte Rumsfeld in einem Memo bestimmte Verhörtechniken, darunter Phobie-orientierte Techniken, Isolationshaft von bis zu 30 Tagen und Lichtentzug. Alberto J. Mora, Rechtsberater der Marine, beurteilte diese Techniken als auf Folter hinauslaufend. Auf seine Drohung hin, die Erlaubnis öffentlich zu machen, zog Rumsfeld die Genehmigung wieder zurück.
Am 1. Dezember 2002 startete der afghanische Taxifahrer Dilawar mit drei Passagieren zu einer Fahrt von der Stadt Chost in seine Heimatstadt Yakubi. Nahe der US-Artilleriebasis Salerno (Provinz Chost) wurden er und die Passagiere von afghanischen Milizen aufgegriffen und als angeblich Mitschuldige an einem Raketenangriff auf die Basis, der an diesem Morgen verübt worden war, an das US-Militär übergeben. Am 5. Dezember wurde er als Verdächtiger für den Angriff im Militärgefängnis Bagram eingesperrt.

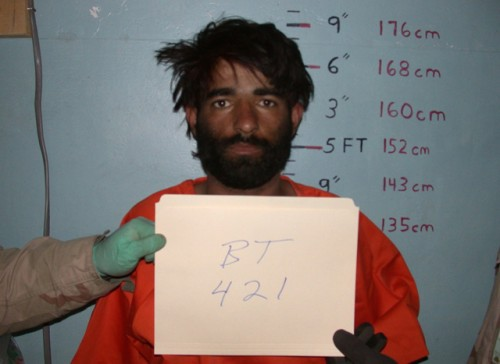
Dilawar im Militärgefängnis Bagram

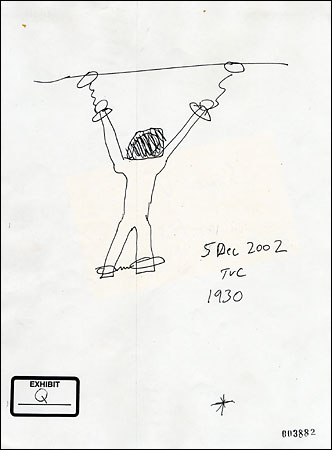
Skizze eines US-Militärpolizisten, die Dilawar an die Decke seiner Zelle gekettet zeigt im Militärgefängnis Bagram

Unter der Leitung von Captain Caroline Wood wurden einige der in Guantanamo angewandten Techniken, darunter Stresshaltungen und Schlafentzug, auch in Bagram und bei Dilawar eingesetzt. Ziel war es, Geständnisse zu erhalten und so trotz Beweismangel Schuldige zu ermitteln. Dilawar wurde von Mitgliedern der US-Militärpolizei verhört, die dazu vom militärischen Abhördienst beauftragt worden waren und die noch keine praktische Erfahrung mit Verhören hatten. Der militärische Abhördienst befahl, die Gefangenen gesprächsbereit zu machen, zu demütigen und zu brechen. Die Militärpolizisten folterten und quälten Dilawar. Unter anderem mit Tritten in seine Beine, während seine Hände kopfüber gefesselt waren und Schlägen in die Nieren. Während er gefesselt war, wurde ihm auf den Rücken gesprungen, wodurch er sich einen Nasenbeinbruch zuzog. Am 10. Dezember 2002 war Dilawar tot. Entsprechend dem Obduktionsergebnis war seine Beinmuskulatur zu Brei geschlagen worden, sodass die Beine hätten amputiert werden müssen.
Nach Dilawars Tod stellte sich heraus, dass der Milizkommandeur, der die Taxi-Insassen aufgegriffen hatte, den Raketenangriff selbst angeordnet hatte, um den US-Amerikanern Unschuldige als Verdächtige zu übergeben und sich so bei ihnen beliebt zu machen. Dennoch wurden die anderen drei Fahrgäste nach Guantanamo verlegt. Nur fünf Prozent der Gefangenen in Afghanistan wurden von den US-Truppen verhaftet, mehr als 90 Prozent hingegen von der Nordallianz oder von Pakistanern, um Kopfgelder zu kassieren.

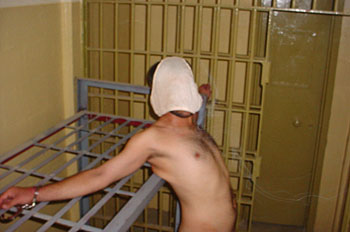
Ein Beispiel für die zahlreichen, im Film gezeigten Fotos, die Misshandlungen und Demütigungen im Militärgefängnis Abu Ghuraib belegen.

Ehe Wood die Leitung in Abu Ghuraib übernahm, wurde sie für ihre Arbeit in Bagram mit einem Tapferkeitsorden ausgezeichnet. Der Kommandeur des Guantanamo-Gefängnisses, Geoffrey D. Miller wurde 2003 in den Irak versetzt und führte die nur für Guantanamo zugelassenen Verhörmethoden auch dort ein.
Dilawar ist der zweite, in Bagram infolge Folter gestorbene Häftling. In Abu Ghuraib starben über 100 Häftlinge an Folter. Lawrence Wilkerson, der Stabschef von US-Außenminister Colin Powell, sagte, dass der Verteidigungsminister und andere Regierungsmitglieder ausdrücklich nach Möglichkeiten gesucht hätten, Druck auf die Gefangenen auszuüben. Erst unter dem Druck der Öffentlichkeit in Folge von New-York-Times-Artikeln erhob die US-Armee Anklage wegen der Misshandlungen.
Die Gefangenen in Guantanamo hatten keine Möglichkeit, sich zu verteidigen oder Einspruch gegen ihre Gefangennahme einzulegen, Anwälte durften jahrelang nicht zu ihren Klienten. Die Grundrechte der Gefangenen waren ausgehebelt. Im Juni 2004 verwarf das oberste US-Bundesgericht die Position der US-Regierung, Häftlinge in Guantanamo unbegrenzt lange festzuhalten. Die Armee richtete ein Sondertribunal ein, aber auch dort hatten die Gefangenen kein Recht auf einen Anwalt. Sie wurden separat eingesperrt, bis die USA ein Zielland für die Abschiebung gefunden hatte. 81 Gefangene traten in Hungerstreik, mindestens vier begingen Suizid.
2005 kam es in den USA zu einer Debatte über die Misshandlung von Gefangenen, die nationale Sicherheit und den Vorrang des Gesetzes. Der republikanische US-Senator John McCain, der einst selbst Folteropfer war, brachte im Oktober 2005 im US-Kongress ein Gesetz zum Umgang mit den Inhaftierten ein, das auch ein völliges Folterverbot enthält.
Kurz nach dem 11. September 2001 erhielt die CIA die Erlaubnis, Wasserfolter anzuwenden. Als einer der ersten wurde ihr der Libyier Ibn al-Shaykh al-Libi unterzogen. Dazu wurde er von den USA nach Ägypten gebracht. Dort sagte er aus, dass Saddam Husseins Regime die al-Qaida in chemischer und biologischer Kriegsführung ausgebildet hätte. Der Film nennt dies als Beispiel für das Scheitern von Folter. Damit rechtfertigten Colin Powell und die US-Regierung vor den Vereinten Nationen den Krieg der USA gegen den Irak. Ein Jahr später wurde al-Libi als unglaubwürdig eingestuft, die unter Folter gewonnene Aussage war falsch.
Auch am Beispiel der US-Fernsehserie 24, aus deren vierter Staffel zwei kurze Ausschnitte zu sehen sind, geht der Film auf das von Folterbefürwortern verwendete Szenario der „Tickenden Zeitbombe“ ein, bei dem ein verheerender Terroranschlag unmittelbar bevorsteht und der Staat wegen der begrenzten Zeit Folter für das Abwenden des Anschlages verwenden sollte. Der Historiker Alfred W. McCoy beurteilt dieses Szenario im Interview als extrem unrealistisch. Serien wie 24 hätten der Bush-Regierung den Weg geebnet für die Bejahung der Anwendung von Folter in der Bevölkerung, ohne Gesetze und Abkommen zu unterlaufen.
Nachdem das oberste Bundesgericht Bushs Vollmachten der Kriegsführung eingeschränkt hatte und entschieden hatte, dass Verhöre entsprechend den Genfer Konventionen zu führen seien, war Bush dazu gezwungen, das CIA-Programm offenzulegen. Daraufhin brachte die Bush-Regierung ein neues Gesetz ein, das die Auflagen des Bundesgerichts umgeht und vom Kongress gebilligt wurde. Damit stimmte Bush den Genfer Konventionen zu, solange er ihren Inhalt und den Rahmen ihrer Anwendung selbst definieren könne. Durch das Gesetz wurden zwar die Mitglieder der Bush-Regierung, nicht jedoch die Soldaten an der Front für die Anwendung von Folter rückwirkend bis 9/11 begnadigt.
Der Film endet mit einer Taxifahrt durch Washington, D.C. und dem Abspann, der eine Widmung für Alex Gibneys 2006 verstorbenen Vater Frank enthält, ein ehemals für Vernehmungen zuständiger US-Marineoffizier. In einem kurzen Interview während des Abspanns sagt Frank, dass sein Vertrauen in die Bush-Regierung durch deren Befürworten von Folter zerstört sei.

## Aufbau und Inszenierung
| Die neun Abschnitte: 1. Ein paar faule Äpfel 2. Todesursache 3. Vorschriften-Änderung 4. Das Labor 5. Der Insider 6. Der falsche Mann 7. Die Schlimmsten der Schlimmen 8. Der Vorrang des Gesetzes 9. Die tickende Zeitbombe |

Auf eine Einleitung folgend, ist der Film in neun Kapitel-ähnliche, betitelte Abschnitte eingeteilt, die thematisch miteinander verknüpft sind und nicht alle in chronologischer Reihenfolge angeordnet sind. Aufgebaut wie eine Detektivgeschichte, weitet sich für den Zuschauer mit jedem Abschnitt der Kreis aus Ursache und Wirkung. Der Film untersucht so die Befehlskette, die zu Dilawars Tod führte – dem Ausgangspunkt der Einleitung –, und die Folgen von Folter. Ein Beispiel für eine thematische Verknüpfung zweier Abschnitte ist die am Einleitungsende erwähnte Versetzung der im Militärgefängnis Bagram verantwortlichen Offizierin Wood ins Gefängnis von Abu Ghuraib und die im darauf folgenden Abschnitt enthaltene Untersuchung der dortigen Haftbedingungen und Verhörmethoden.
Der Film ist aus einer Folter gegenüber ablehnenden Haltung erzählt. Dies kommt unter anderem mit der musikalischen Untermalung des Gesehenen zum Ausdruck. Zum Beispiel regt der Film durch die traurig wirkende Musik zu Bildern, die Dilawar als Kind mit seiner Familie zeigen, zum Mitleid für die Folteropfer an.
Als Erzähler aus dem Off fungiert in der englischen Originalfassung Regisseur Alex Gibney, in der deutschen Fassung ist es eine deutsche Stimme. Jeweils auf einige von ihm gesprochene Sätze folgen mehrere Interviews, hauptsächlich mit Gefängnisaufsehern, Verhörspezialisten, früheren Regierungsbeamten, Journalisten und Familienmitgliedern von Folteropfern. In der deutschen Fassung werden die Interviews per Voice-over wiedergegeben, das heißt deutsch übersetzt mit dennoch hörbarem Originalton. Ausnahmen bilden die Presse-Interviews und -Redeausschnitte von Bush, Cheney und Rumsfeld, die stets unübersetzt wiedergegeben werden. Gezeigt werden zudem zahlreiche Fotos aus dem Inneren der Gefängnisse von Bagram, Abu Ghuraib und Guantanamo. Der Film enthält zudem Reenactment-Fotos und -Szenen, das heißt nachgestellte Situationen, beispielsweise von der Körperstellung, in der Dilawar in seiner Zelle ausharren musste, oder von der Folterung Al-Qahtanis. Der Film versucht, Historizität zu vermitteln, indem er Originaldokumente einblendet, zum Beispiel von Memos des Verteidigungsministers.
Die Interviews mit den ehemals im Militärgefängnis Bagram Angestellten und Inhaftierten wurden vor einem schwarzen Hintergrund aufgenommen und mit einer seitlichen Beleuchtung, durch die meist nur eine Gesichtshälfte sichtbar ist. Diese Inszenierung diente dazu, eine Gefängnis-ähnliche Atmosphäre zu erzeugen und die moralische Mehrdeutigkeit der Charaktere zu betonen.

## Entstehung

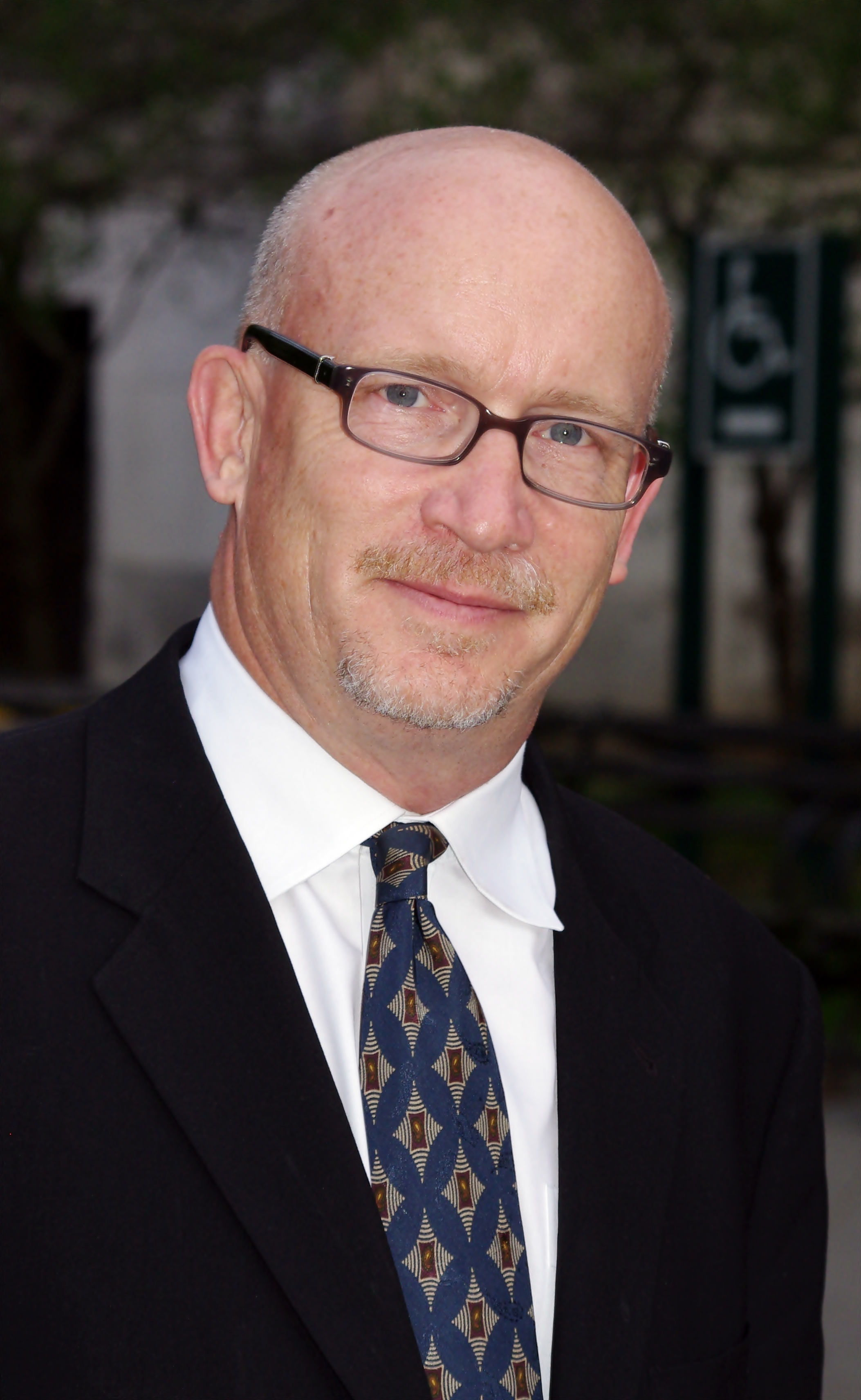
Alex Gibney

Von Alex Gibney stammt auch der 2005 erschienene, Oscar-nominierte Dokumentarfilm Enron: The Smartest Guys in the Room, der sich mit der Pleite des Konzerns Enron befasst und der Gibneys internationalen Durchbruch als Regisseur markierte. Die Idee für einen Film über Folter hatte ein von Enron positiv beeindruckter Anwalt; er war auch wesentlich an der Finanzierung von Taxi zur Hölle beteiligt. Gibney sagte in einem Interview, bei der Herstellung des Films in kreativer Hinsicht völlig unabhängig von dem Anwalt gewesen zu sein. Wie bereits Enron stellte Gibney auch Taxi zur Hölle mit seinem Produktionsunternehmen Jigsaw Productions her. An der Produktion waren zudem mehrere Rundfunkanstalten beteiligt, darunter das ZDF, arte und die BBC. Das Filmbudget betrug 1 Million US$.
In einem Interview sagte Gibney, das Gefangenenlager Guantanamo im Rahmen der Produktion des Films erstmals zu Beginn des Jahres 2006 aufgesucht zu haben, etwa einen Monat nach Beginn der Dreharbeiten. Eine wesentliche Inspirationsquelle Gibneys für die im Film erzählte Geschichte war ein im Mai 2005 erschienener Artikel in der The New York Times über die Todesumstände Dilawars und eines anderen Häftlings im Militärgefängnis Bagram. Ein Teil der im Film enthaltenen Fotos aus dem Militärgefängnis Bagram war vor dem Erscheinen des Films noch nicht veröffentlicht worden. Gibney sagte, sie von einer internen Quelle erhalten zu haben. Das Filmen in dem Gefängnis war dem Stab nicht erlaubt. Die im Film enthaltenen Interviews, unter anderem mit Militärpolizisten, dienten Gibney zu dem Zweck, die Geschichte aus der Sicht der Soldaten wiederzugeben.

## Veröffentlichung

### Filmfestivals
Der Film wurde beim Tribeca Film Festival in New York City am 28. April 2007 uraufgeführt. Bis Mitte des Jahres 2008 wurde er auch auf anderen internationalen Filmfestivals aufgeführt. Dazu gehören die Festivals von Rio de Janeiro, Chicago, Vancouver und Oslo.

### Kino
Von der Motion Picture Association of America (MPAA) erhielt der Film das Rating R, das den Konsum des Films für unter 17-Jährige nur in Begleitung von Erwachsenen empfiehlt. Das Filmplakat, das der für die Kino-Auswertung des Films in den Vereinigten Staaten zuständige Filmverleih ThinkFilm verwenden wollte, zeigte zwei sich vom Betrachter aus fortbewegende US-Soldaten, die einen Gefangenen mit einer aufgesetzten Kapuze abführen. Dieses Postermotiv wurde von der MPAA aus Jugendschutzgründen abgewiesen. ThinkFilm-Präsident Mark Urman und Alex Gibney kritisierten die MPAA negativ für die Entscheidung.
Beginnend am 18. Januar 2008 wurde der Film in US-Kinos vorgeführt. Er wurde dort bis Juni desselben Jahres in nur 20 Kinos gezeigt und erreichte im selben Zeitraum ein Einspielergebnis von 274.661 US$. Aus der Kino-Verwertung des Films in anderen Ländern ergaben sich zusätzlich etwa 20.000 US$. Das weltweite Einspielergebnis von weniger als 300.000 US$ betrug somit nur einen Bruchteil dessen, was die ebenfalls Oscar-prämierten Dokumentarfilme Eine unbequeme Wahrheit (etwa 50 Millionen US$) und Die Reise der Pinguine (über 127 Millionen US$) in den Vorjahren weltweit eingespielt hatten. Angesichts des finanziellen Misserfolgs strengte Gibney vor der Independent Film & Television Alliance ein Schiedsgerichtsverfahren gegen ThinkFilm an, bei dem er 1 Million US$ Schadensersatz forderte und den Verleih beschuldigte, den Film nach dem Oscar-Gewinn im Februar nicht gut genug vermarktet zu haben. Gibney beschuldigte den Verleih zudem, von ihm nicht früh genug über seine finanziellen Probleme informiert worden zu sein. Urman erwiderte in der New York Times, mit dem Film alles richtig gemacht zu haben. 2010 ging der Verleih bankrott.

### Fernsehen und DVD
Die Lizenz für die Erstausstrahlung des Films im US-Fernsehen erwarb Discovery Channel im Juni 2007. Am 8. Februar 2008 wurde öffentlich bekannt, dass der Sender den Film nicht ausstrahlen wolle, weil dieser zu kontrovers sei. Gibney warf dem Sender daraufhin in einer Pressemitteilung vor, angesichts der am 4. November 2008 stattfindenden US-Präsidentschaftswahlen Zensur zu betreiben. Zwei Wochen später, zwei Tage vor der Oscarverleihung, wurde bekannt, dass der US-Sender HBO den Film in einem Pay-TV-Fenster im September 2008 ungeschnitten auszustrahlen plane und dass Discovery die Ausstrahlungsrechte für das Kabelfernsehen behalte, den Film darin aber erst 2009 ausstrahlen wolle. Gibney begrüßte die Zusage von HBO als wichtigen Schritt für die Wahlkampagne. HBO strahlte den Film am 29. September 2008 im Abendprogramm aus. Am Folgetag, dem 30. September 2008, erschien der Film in den Vereinigten Staaten auf DVD.
In Deutschland und Frankreich zeigte den Film am 8. Oktober 2007 der deutsch-französische Kultursender arte erstmals, und zwar in seiner Originallänge. Arte sendete den Film dabei als Auftakt der 10-teiligen Dokumentarfilmreihe Demokratie für alle?, deren Teile zeitgleich in über 30 Ländern ausgestrahlt wurden. Diese Filmreihe erschien auf Deutsch später auch als DVD-Ausgabe, die fünf DVDs enthält. Taxi zur Hölle ist in dieser Ausgabe aber nur in einer auf 52 Minuten gekürzten Fassung enthalten. In der ursprünglichen Länge von etwa 105 Minuten erschien die deutsche Fassung unter dem englischen Originaltitel am Tag der Arte-Erstausstrahlung als Teil der DVD-Reihe Süddeutsche Zeitung Cinemathek ISBN 978-3-86615-678-4. Am 16. Januar 2008 strahlte das ZDF den Film aus, am 22. Februar 2009 auch 3sat.

## Kritik
In den Vereinigten Staaten wurde der Film von einem Großteil der wichtigsten Zeitungen und Magazine rezensiert. In Deutschland erreichte er keine so große Aufmerksamkeit. Zum überwiegenden Teil war der Tenor über den Film positiv. Basierend auf englischsprachigen Kritiken, berechneten die Webseiten Rotten Tomatoes und Metacritic eine Zustimmung für den Film von 100 beziehungsweise 82 Prozent.

### Positiv
“If recent American history is ever going to be discussed with the necessary clarity and ethical rigor, this film will be essential.”

„Wann auch immer die jüngere amerikanische Geschichte mit dem nötigen Maß an Klarheit und ethischer Strenge diskutiert werden muss, wird dieser Film essenziell sein.“

Unter anderem in Bezug auf die Integration von Interviews mit John Yoo, Donald Rumsfeld und Alberto R. Gonzales, die darin auf ihre Kritiker antworten, lobte die New York Times den Film für seine Ehrlichkeit. Das US-Branchenblatt Variety würdigte den Film als „mehr als nur ein wichtiges Dokument systematischer Misshandlung“. Gibney sei es gelungen, „die Rhetorik von der offiziellen Doppelzüngigkeit“ abzustreifen und so eine von Gleichgültigkeit geprägte Geringschätzung der Bush-Regierung nicht nur gegenüber den Genfer Konventionen offenzulegen, sondern auch gegenüber der Vision der Gründer der Vereinigten Staaten. Claus Christian Malzahn lobte den Film bei Spiegel Online dafür, „einen ebenso präzisen wie verstörenden Einblick hinter die Kulissen der Verhörmaschinerie“ der USA zu bieten.
Argumentation und Rechercheleistung wurden gelobt. Jörg Häntzschel etwa sprach in der Süddeutschen Zeitung von einer „bestechenden Argumentation“ und einer „messerscharfe[n] Analyse“. Taxi zur Hölle wurde in anderen Kritiken als „erstklassige, kompromisslose“ und „unnachgiebige“ Dokumentation gewürdigt sowie als „eine der stärksten, sorgsam recherchierten Untersuchungen der moralisch-gesetzlichen Seiteneffekte gegenwärtiger amerikanischer Militärkampagnen“ hervorgehoben.
Ebenfalls mit Lob bedacht wurden die Inszenierung und der Standpunkt des Films. Die US-Regisseursgewerkschaft etwa betonte, dass das Geschichtenerzählen gegenüber der Stilistik dominiere und es Gibney gelinge, sein Publikum bei der Stange zu halten. Der Film vermeide jedwede Effekthascherei, meinte der Autor der Süddeutschen Zeitung. Im Chicago Tribune hieß es, der Film vermeide es, seine Zuschauer zu drangsalieren oder auf sie einzureden. Der Tagesspiegel urteilte: „Nur selten erscheint die Kadrage zufällig, und die Sequenzen sind so montiert, dass sie maximalen Kontrast erzeugen.“ TV Guide beurteilte die „Parade“ aus den zusammengestellten Bildern als auf eine „Grausamkeitsausstellung“ hinauslaufend, aber als sehenswert.

### Negativ
Im Tagesspiegel wurde negativ kritisiert, dass Gibney nicht näher auf die in dem Film enthaltene Aussage eines an den Folterungen beteiligten US-Soldaten eingehe, der zufolge er wieder so handeln würde, wenn er ausdrückliche Befehle erhielte: „Warum das so ist, was den Firnis der Zivilisation ablöst, lässt Gibney aus. Dabei wäre es einen Film wert zu erforschen, was so einen Apfel faulen lässt.“ Im Chicago Tribune wurde das Betrachtungsfeld des Films als etwas zu diffus bemängelt; manche „Nebensächlichkeiten“ wie Folter in 24 oder John McCains Kriegsgefangenenerlebnisse hätten nicht genügend Relevanz für das zentrale Thema. Ähnlicher Meinung in Bezug auf die Einbeziehung von 24 und des Tickende-Zeitbombe-Szenarios war man bei der konservativen Washington Times. In ihr wurde außerdem bemängelt, dass der Film an seinem Ende etwas zu weit gehe, wenn – einer Taxifahrt in Sichtweite des Kapitols folgend – impliziert werde, dass den Zuschauer dasselbe Schicksal wie Dilawar ereilen könne. Zudem, so der Chicago Tribune, könne Gibney nicht immer widerstehen, Michael-Moore-typische Gimmicks einzusetzen, darunter aus dem Kontext gerissene Bush-Zitate. Entertainment Weekly beanstandete, dass manche „Produktionsschnörkel“ wie trickreiches Grafikdesign und unheilvolle Musik stärker als nötig dazu beitrügen, die Geschichte zu erzählen.

## Auszeichnungen

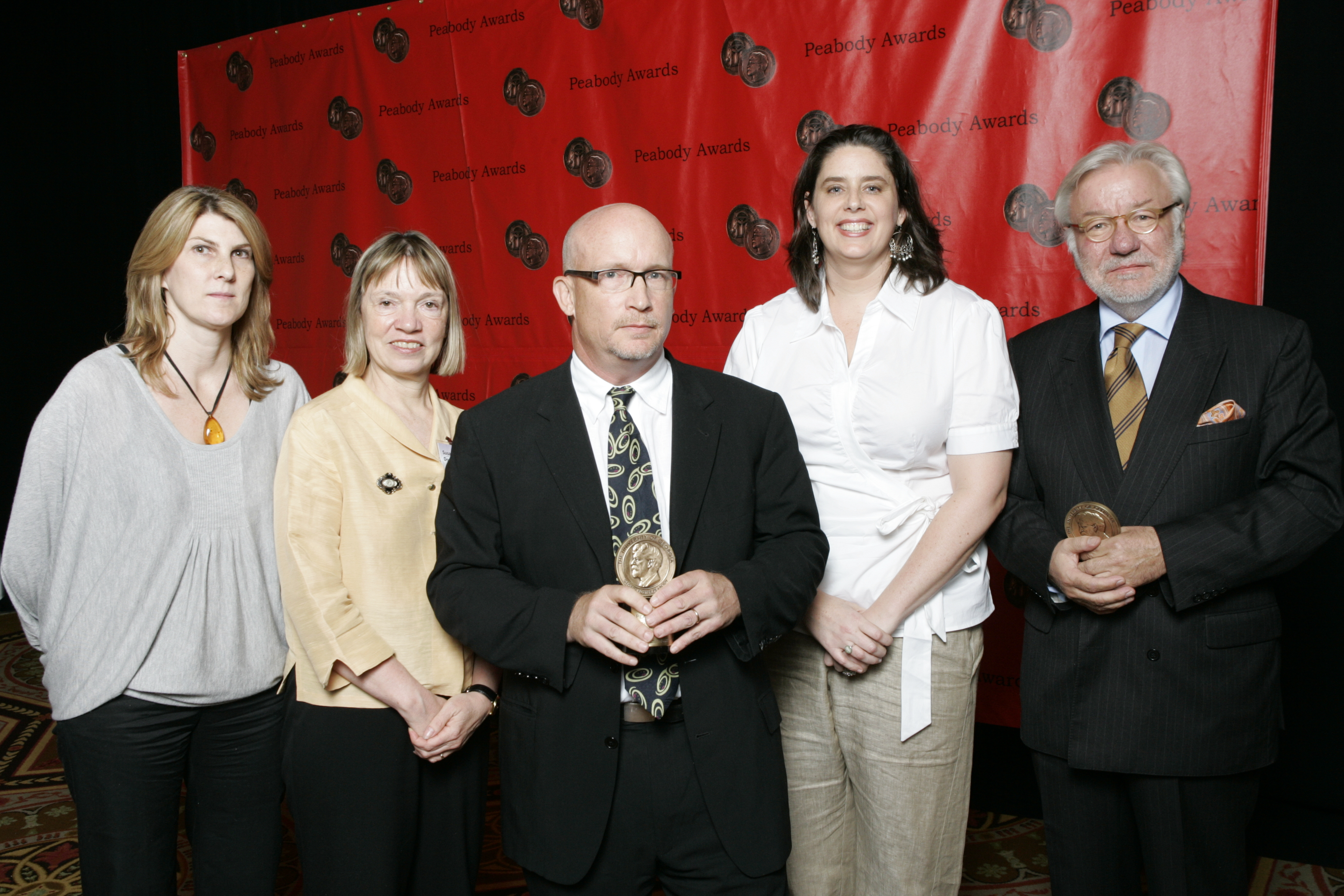
Alex Gibney (Mitte) und andere Mitglieder des Stabs bei der Verleihung des Peabody Awards (2008)

Der Film wurde bei der Oscarverleihung 2008 mit dem Academy Award für den besten Dokumentarfilm prämiert. Zu den wichtigsten Auszeichnungen gehören außerdem der Preis der US-amerikanischen Drehbuchautorengewerkschaft WGA und der renommierte Peabody Award. Die Jury begründete die Vergabe des Peabody Awards an den Film wie folgt:

“For its sober, meticulous argument that what happened to a hapless Afghani was not an aberration but, rather, the inevitable result of a consciously approved, widespread policy, Taxi to the Dark Side receives a Peabody Award.”

„Für sein nüchternes, akkurates Argument, dass das, was einem unschuldigen Afghanen zustieß, kein Fehltritt war, sondern vielmehr das unvermeidliche Ergebnis einer bewusst gebilligten, weitverbreiteten Strategie, erhält Taxi zur Hölle einen Peabody Award.“

Die Dokumentarfilmreihe Demokratie für alle? in der Taxi zur Hölle enthalten ist, wurde 2008 mit dem Adolf-Grimme-Preis ausgezeichnet.
| Preis                                           | Jahr | Kategorie                                               | Person(en)                    | Resultat  |
| ----------------------------------------------- | ---- | ------------------------------------------------------- | ----------------------------- | --------- |
| Oscar                                           | 2008 | Best Documentary, Features                              | Alex Gibney, Eva Orner        | Gewonnen  |
| Gold Hugo (Chicago International Film Festival) | 2007 | Best Documentary                                        | Alex Gibney                   | Gewonnen  |
| Cinema Eye Honors Award                         | 2008 | Outstanding Achievement in Direction                    | Alex Gibney                   | Gewonnen  |
| Directors Guild of America Award                | 2008 | Outstanding Directorial Achievement in Documentary      | Alex Gibney                   | Nominiert |
| Golden Trailer Award                            | 2008 | Best Documentary Poster                                 |                               | Nominiert |
| National Board of Review Award                  | 2007 | Top Five Documentaries                                  |                               | Gewonnen  |
| News & Documentary Emmy Award                   | 2009 | Best Documentary                                        |                               | Gewonnen  |
| News & Documentary Emmy Award                   | 2009 | Outstanding Individual Achievement in a Craft: Research | Salimah El-Amin, Blair Foster | Gewonnen  |
| News & Documentary Emmy Award                   | 2009 | Outstanding Investigative Journalism – Long Form        |                               | Nominiert |
| Peabody Award                                   | 2007 |                                                         |                               | Gewonnen  |
| Tribeca Film Festival Award                     | 2007 | Best Documentary Feature                                | Alex Gibney                   | Gewonnen  |
| Writers Guild of America Award                  | 2008 | Documentary Screenplay                                  | Alex Gibney                   | Gewonnen  |